# شورش گروه واگنر
در ۲۳ ژوئن ۲۰۲۳، یوگنی پریگوژین، رهبر گروه واگنر مدعی شد که سربازان وزارت دفاع روسیه مواضع او را گلوله‌باران می‌کنند. پریگوژین قول داد از رهبری وزارت دفاع انتقام بگیرد. پریگوژین گفت که «شرارت» در رهبری نظامی باید متوقف شود و به «راهپیمایی برای عدالت» قول داد. او همچنین توجیه تهاجم روسیه به اوکراین را رد کرد و گفت که اوکراین و ناتو قصد حمله به دونباس و کریمه در سال ۲۰۲۲ را نداشتند، وزیر دفاع، سرگئی شویگو، را مسئول شکست در میدان نبرد دانست و ارتش روسیه را به حمله موشکی به خاک روسیه متهم کرد. گروه واگنر در روسیه، در میان دیگر اتهامات جدی علیه رژیم روسیه که باعث شد سرویس امنیت فدرال (FSB) یک پرونده جنایی علیه او باز کند.

## زمینه

### گروه واگنر و یوگنی پریگوژین

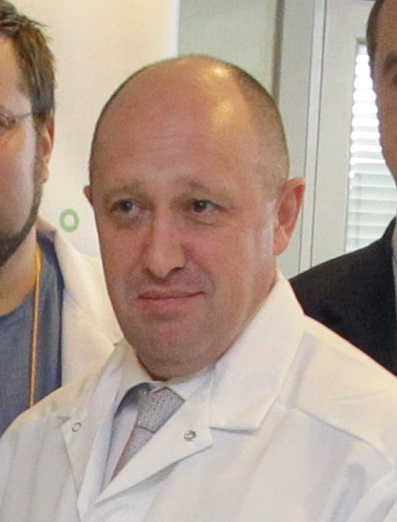
یوگنی پریگوژین، رهبر گروه واگنر

پیش از شورش، یوگنی پریگوژین از افراد مورد اعتماد ولادیمیر پوتین رئیس‌جمهور روسیه بود. در سال ۲۰۱۴، او، یک شرکت نظامی خصوصی روسی را با عنوان گروه واگنر، تأسیس کرد. در پس‌زمینه حمله روسیه به اوکراین در سال ۲۰۲۲، افزایش شدید نفوذ یوگنی پریگوژین و گروه واگنر مشاهده شد. بر اساس تخمین‌های اطلاعاتی غرب، تعداد تخمینی واگنری‌ها از «چند هزار» جنگجو در سال‌های ۲۰۱۷–۲۰۱۸ به ۵۰۰۰۰ جنگجو تا ژانویه ۲۰۲۳ رسیده‌است.

### فعالیت در تهاجم روسیه به اوکراین
به گفته مدوزا، در آستانه تهاجم روسیه به اوکراین، پریگوژین روابط پرتنشی با رهبری روسیه ایجاد کرد و با وزارت دفاع روسیه و اداره ریاست جمهوری روسیه درگیر شد. پریگوژین از سرگئی شویگو به دلیل اقدامات ارتش روسیه در سوریه انتقاد کرد و گفت که ارتش روسیه با «روش‌های منسوخ» در آنجا عملیات می‌کند. به نوبه خود، شویگو از تهیه غذا برای ارتش روسیه توسط شرکت‌های پریگوژین خوشش نمی‌آمد.
رشد نفوذ گروه واگنر به دلیل شکست برنامه‌های اولیه رهبری روسیه برای شکست سریع اوکراین بود. در ماه‌های اول تهاجم روسیه به اوکراین، ارتش روسیه متحمل خسارات قابل توجهی شد اما پوتین اعلام بسیج را برای مدت طولانی به تعویق انداخت. در چنین شرایطی، مقامات روسی شروع به جذب فعال مزدوران برای شرکت در خصومت‌ها در اوکراین کردند. پریگوژین منابع قابل توجهی از جمله هوانوردی خود و حق استخدام زندانیان روسی در پی‌ام‌سی واگنر دریافت کرد. پی‌ام‌سی واگنر تبدیل به ارتش خصوصی پریگوژین می‌شد که خارج از قوانین روسیه و خارج از سلسله مراتب نظامی فدراسیون روسیه عمل می‌کرد. وزارت دفاع روسیه و ستاد کل روسیه از این وضعیت ناراضی بودند و شروع به تلاش برای محدود کردن نفوذ فزاینده پریگوژین کردند. پریگوژین شروع به انتقاد علنی از وزارت دفاع فدراسیون روسیه با عبارات تند کرد.
در ۵ ژوئن، با تشدید تنش‌ها، پریگوژین ویدئویی را در کانال‌های رسانه‌های اجتماعی خود منتشر کرد که در آن مدعی شد یک سرهنگ دستگیر شده روسی را نشان می‌دهد که اعتراف می‌کند که به سربازانش دستور داده‌است که در حال مستی به سربازان واگنر شلیک کنند.

## گاهشماری وقایع

### ۲۳ ژوئن ۲۰۲۳ / ۲ تیر ۱۴۰۲
در ۲۳ ژوئن ۲۰۲۳، ویدئویی در کانال‌های تلگرام مرتبط با پی ام سی واگنر منتشر شد که به گفته پریگوژین، در محل حمله موشکی به اردوگاه مزدوران ساخته شده بود. آریک تولر، روزنامه‌نگار بلینگ‌کت خاطرنشان کرد که محل اعتصاب ادعایی با فیلم‌های قبلی فیلم‌برداری شده از خبرنگار جنگ الکساندر سیمونوف، که از اردوگاه بازدید کرده بود، همزمان است. آن شب، پریگوژین آغاز درگیری مسلحانه با وزارت دفاع را اعلام کرد. این پیام در کانال تلگرامی سرویس مطبوعاتی وی منتشر شد. پریگوژین اصرار کرد که به درگیری علیه وزارت دفاع بپیوندد، شویگو را متهم به استفاده از توپخانه و هلیکوپتر کرد، و او ظاهراً «بزدلانه در ساعت نه شب از روستوف-آن-دون فرار کرد». وزارت دفاع روسیه اتهامات مربوط به حمله به کمپ‌های عقب پی‌ام‌سی واگنر را رد کرد. پس از آن، دفتر دادستان کل فدراسیون روسیه گزارش داد که پرونده ای علیه پریگوژین بر اساس ماده ۲۷۹ قانون کیفری فدراسیون روسیه (شورش مسلحانه) تشکیل شده‌است. ژنرال‌های سرگئی سوروویکین و ولادیمیر آلکسیف از جنگجوهای پی‌ام‌سی واگنر درخواست کردند و از آنها خواستند «توقف کنند».
شبکه اول دولتی روسیه یک «خبر اضطراری» را اعلام کرد و اکاترینا آندریوا مجری شبکه اول مدعی شد که اظهارات مطرح شده از طرف پریگوژین در مورد حملات ادعایی نیروهای وزارت دفاع به مواضع پی ام سی واگنر جعلی بوده و به پوتین اطلاع داده شده‌است. در مورد وضعیت جاری
در طول شب ۲۳ تا ۲۴ ژوئن، یک فایل صوتی از طرف پریگوژین منتشر شد که ادعا می‌کرد پی‌ام‌سی واگنر در حال ورود به روستوف-آن-دون است و از نیروهای وزارت دفاع خواسته بود تا با ارتش او مخالفت نکنند.
ضبط صوتی دیگری از طرف پریگوژین منتشر شد که در آن ادعا شد که رئیس ستاد کل به نیروهای هوایی دستور داد تا علیه ستون‌های پی‌ام‌سی واگنر که در اتومبیل‌های غیرنظامی حرکت می‌کردند آتش گشودند و ستاد کل را به بی‌اعتنایی به زندگی مردم بی‌گناه متهم کرد، «همان‌طور که قبلاً به قتل رسیده‌است. یک سال و نیم جمعیت خودشان را به جای جنگیدن با دشمن». وی مدعی شد که برخی از خلبانان از اجرای دستورهای ستاد فرماندهی کل قوا خودداری کرده و از آنها تشکر کرد.
دیمیتری پسکوف، سخنگوی مطبوعاتی پوتین، وضعیت جاری را یک «تلاش برای شورش» توصیف کرد و اظهار داشت که آژانس‌های نظامی روسیه شبانه روز دستورهای پوتین را دربارهٔ رویدادهای اخیر به او گزارش می‌دهند.
در همین حال، ظاهراً دوربین‌های عمومی در روستوف-آن-دون کار خود را متوقف کردند و فیلم‌های ویدئویی در مورد وضعیت شهر را غیرقابل دسترس کردند.
ضبط صوتی دیگری از طرف پریگوژین منتشر شد که گراسیموف و شویگو را به «حمله به بلوک‌های مسکونی» و «نابودی صدها هزار سرباز روسی» در طول جنگ روسیه و اوکراین متهم کرد. چندین کانال تلگرامی از ستون‌هایی که در خیابان‌ها حرکت می‌کردند منتشر کردند که ظاهراً متعلق به پی‌ام‌سی واگنر است.
گروه کنش‌گر اینترنت باز «نت‌بلاکس» گزارش کرد حداقل پنج شرکت ارائه کننده خدمات اینترنتی روسیه، دسترسی به گوگل نیوز را مسدود کرده‌اند.
بر اساس گزارش فوربس، گزارش‌های تأیید نشده‌ای وجود دارد که وب سایت‌های بزرگ مانند موتور جستجوی یاندکس، سانسور اسم پریگوژین و پیام‌هایی که تلاش می‌کند ارسال کند را آغاز کرده‌اند.
کمیته ملی ضد تروریسم مسکو گفت که پس از اظهارات پریگوژین، سرویس امنیت فدرال «پرونده ای جنایی را به درخواست برای شورش مسلحانه وارد کرد».

### ۲۴ ژوئن ۲۰۲۳ / ۳ تیر ۱۴۰۲
- رئیس‌جمهور روسیه در سخنانی در واکنش به شورش مسلحانه رئیس گروه شبه نظامی واگنر، گفت: شورش مسلحانه گروه واگنر، خنجر از پشت علیه روسیه بود؛ از کشور و شهروندان مان دفاع خواهیم کرد. روسیه با یک شورش مسلحانه مواجه است. با خیانت روبه رو هستیم، همه کسانی که در شورش شرکت کردند مجازات خواهند شد. اجازه نمی‌دهم جنگ داخلی اتفاق بیفتد. او اذعان کرد که نیروهای دولتی روسیه کنترل شهر کلیدی روستوف-نا-دونو را در دست ندارند. وی گفت که اجازه نمی‌دهد روسیه از هم بپاشد و برای دفاع از کشور دست به هر کاری خواهد زد. او در این سخنرانی حتی برای یکبار، نام یوگنی پریگوژین را ذکر نکرد.[۲۶][۲۷][۲۸]
- در پی «شورش» گروه واگنر علیه ارتش روسیه، واسیلی گلوبِف، فرماندار منطقه روستوف اعلام کرد تمام مراسم‌ها و رویدادهای عمومی برنامه‌ریزی‌شده در این شهر لغو شده‌است.[۲۹]
- وزارت دفاع روسیه خطاب به عناصر گروه نظامی خصوصی «واگنر» اعلام کرد: «آن‌ها فریب خورده و به ماجراجویی جنایتکارانه پریگوژین کشانده شده‌اند، ما به آنها پیشنهاد می‌کنیم از این ماجراجویی دست برداشته و با نمایندگان وزارت دفاع روسیه یا نهادهای مجری قانون در ارتباط باشند تا سلامت همه تضمین شود.»[۳۰]
- یک منبع امنیتی روسیه به رویترز گفت که نیروهای واگنر همچنین کنترل تأسیسات نظامی در شهر وورونژ را در حدود ۵۰۰ کیلومتری جنوب مسکو به دست گرفته‌اند.[۳۱][۳۲]
- تازه‌ترین ارزیابی اطلاعاتی وزارت دفاع انگلیس می‌گوید که برخی از واحدهای واگنر «از طریق استان ورونژ به سمت شمال حرکت می‌کنند و تقریباً مطمئنا هدفشان رسیدن به مسکو است».[۳۳]
- یوگنی پریگوژین اظهارات پوتین را ناامید کننده خواند. در بیانیه‌ای منتسب به گروه واگنر اعلام شده‌است: پوتین، راه اشتباهی را برگزید و روسیه به زودی رئیس‌جمهوری جدیدی خواهد داشت.[۳۳][۳۴]
- یوگنی پریگوژین، در کانال تلگرامی خود نوشت: همه ما آماده مرگ هستیم. تمامی ۲۵ هزار نفر و ۲۵ هزار نفر دیگر. ما آماده‌ایم برای مردم روسیه بمیریم. ما در حال نجات روسیه هستیم.[۳۵]
- یک فروند بالگرد ترابری میل Mi-8 روسیه توسط واگنر ساقط شده‌است، قبلاً منابع خبری روسی اعلام کرده بودند که ۲ فروند میل Mi-8 و ۱ فروند میل Mi-35 روسیه در درگیری‌های داخلی توسط واگنر سرنگون شده‌اند و حالا یکی از این موارد با سند تصویری تأیید شده‌است. در ویدئوهای منتشر شده از ستون‌های نظامی نیروهای واگنر آن‌ها همراه با پوشش پدافند هوایی پانتسیر - S1 دیده شده‌اند.[۳۶][۳۷]
- ویاچسلاو ولودین، رئیس مجلس دومای روسیه در واکنش به شورش نیروهای گروه واگنر از آن‌ها خواست مسیر درست را در پیش گرفته و طرف مردم و قوانین روسیه بایستند، در غیر این صورت مرتکب خیانت شده‌اند.[۳۸]
- گروه نظامی واگنر، با انتشار تصاویری در شبکه‌های اجتماعی خود مدعی شد، که یک جنگنده ارتش روسیه را هنگام عبور از حریم هوایی منطقه تحت کنترلش سرنگون کرده‌است.[۳۹]
- ویدیوهای منتشر شده از شهر وورونژ در جنوب مسکو نشان می‌دهد نیروهای واگنر دو عدد از سامانه‌های پدافندی پانتسیر - S1 را به این شهر منتقل می‌کنند.[۴۰]
- ارتش روسیه دقایقی پیش از آغاز عملیات ویژه‌ای به منظور مقابله با شورشیان واگنر در شهر ورونژ واقع در جنوب شهر مسکو خبر داد. راشا تودی اعلام کرد ارتش، گارد روسیه و نیروهای تحت فرمان رمضان قدیر اوف به سمت مناطق درگیری با واگنر حرکت کرده‌اند.[۴۰]
- وزارت دفاع روسیه به نیروهای واگنر دربارهٔ شرکت در یک «کودتای نظامی» هشدار داد. وزارت دفاع، برای کسانی که از حمایت از یوگنی پریگوژین دست بکشند، تضمین‌های جانی و امنیتی ارائه می‌کند.[۴۱]
- ماریا زاخارووا امروز شنبه پس از آنچه پوتین «شورش مسلحانه» توسط گروه واگنر خواند، از روس‌ها خواست تا اطراف ولادیمیر پوتین، رئیس‌جمهور روسیه تجمع کرده و او را تنها نگذارند.[۴۲]
- دیمیتری مدودف، معاون رئیس شورای امنیت ملی روسیه در تلگرامی نوشت: اکنون مهم‌ترین چیز برای شکست دادن دشمن خارجی و داخلی که تشنه پاره‌پاره کردن سرزمین مادری ماست، برای نجات کشورمان، جمع شدن در اطراف رئیس‌جمهور، فرمانده عالی نیروهای مسلح کشور است. وی افزود: شکاف و خیانت - راهی به سوی بزرگ‌ترین تراژدی، یک فاجعه جهانی خواهد بود. ما اجازه نمی‌دهیم. دشمن شکست خواهد خورد! پیروزی از آن ما خواهد بود![۴۳]
- یوگنی پریگوژین در پاسخ به بیانیه پوتین گفت: در خصوص خیانت به سرزمین مادری، رئیس‌جمهور کاملاً اشتباه می‌کند. ما میهن‌پرستان سرزمین خود هستیم. ما به‌عنوان تمامی اعضای شرکت خصوصی نظامی واگنر جنگیده‌ایم و مبارزه می‌کنیم. هیچ‌کس به درخواست رئیس FSB یا هرکس دیگری خود را تسلیم نمی‌کند زیرا نمی‌خواهیم کشور با فساد، نیرنگ و بروکراسی به راه خود ادامه دهد.[۳۵]
- یوگنی پریگوژین مدعی شد که نیروهای این گروه یک فروند هواپیمای نظامی آنتونوف ای‌ان-۲۶ و یک جنگنده سوخو ۳۵ ارتش روسیه را سرنگون کرده‌اند.[۴۴]
- یک فروند هواپیمای ارتباطی روسی ایلیوشین ایل-۱۸ از سوی گروه واگنر در استان ورونژ سرنگون شد.[۴۵]
- یک کاروان نظامیان واگنر توسط ارتش روسیه بمباران شد.[۴۶][۴۷]
- مسئولان مناطق تورسکی و کالینینگراد، امروز، اعلام کردند که تمامی رویدادهای جمعی در این مناطق برای آخر هفته (روزهای شنبه و یکشنبه) لغو شده‌است.[۴۸]
- نیروهای واگنر جاده‌های شهر روستوف روسیه را با مین‌های ضد تانک TM-62، مین‌گذاری کردند.[۴۹]
- رسانه‌های روسیه از وقوع یک انفجار در منطقه نظامی جنوب در شهر روستوف خبر دادند که تحت کنترل نیروهای واگنر است.[۵۰]
- فرماندار منطقه «وورونژ» در جنوب روسیه و در نزدیکی مرزهای این کشور با اوکراین یک انبار نفت در شهر وورونژ دچار آتش‌سوزی شد و بیش از ۱۰۰ آتش‌نشان در تلاش برای خاموش کردن آن هستند.[۵۱]
- روس‌کومنادزور نهاد ناظر بر اینترنت، صوت و تصویر فراگیر در روسیه دربارهٔ قطع کامل یا محدودیت احتمالی اینترنت در پایتخت و مناطقی که در آن عملیات ضد تروریستی جریان دارد، هشدار داد. این سازمان دولتی اعلام کرد: در حوزه‌های اعلام شده به عنوان ضد تروریستی، محدودیت موقت بهره‌برداری از منابع اینترنتی محتمل است.[۵۲]
- نیروهای واگنر به شهر لیپتسک رسیده‌اند؛ تنها ۴۴۶ کیلومتر تا مسکو مانده‌است. در عین حال، ارتش روسیه در بزرگراه M4 در صدد نابودی تجهیزات واگنر است.[۵۳]
- حمایت اسقف اعظم روسیه از پوتین؛ کیریل یکم: فتنه در روسیه غیرقابل بخشش است؛ وی از همه در مسکو و روسیه خواست وحدت صف را حفظ و از پوتین حمایت کنند. وی گفت: «هر اقدامی برای گسترش فتنه، بدترین جنایت است.»[۵۴]
- تکذیب شایعه سفر پوتین از مسکو به سنت پترزبورگ[۵۴]
- گروه واگنر در توییتر نوشت: پیپا (نامی توهین آمیز که پوتین را با آن خطاب کرده‌اند) انتخاب اشتباهی کرد. این برای او بدتر است. به زودی رئیس‌جمهور جدید خواهیم داشت. همچنین گروه واگنر ادعا می‌کند که رئیس ستاد کل ارتش روسیه والری گراسیموف از مقر وزارت دفاع در روستوف فرار کرده و سعی دارد در آپارتمان دوست خود در شهر مخفی شود.[۵۵]
- یوگنی پریگوژین مدعی شده‌است که مقر ارتش در جنوب روسیه را «بدون شلیک یک گلوله» به تصرف خود درآورده است.[۵۶]
- رجب طیب اردوغان، رئیس‌جمهوری ترکیه در تماسی تلفنی با ولادیمیر پوتین، رئیس‌جمهوری روسیه گفت‌وگو کرد. طی این گفت‌وگو، پوتین، اردوغان را در جریان آخرین تحولات حاکم بر این کشور در پی شورش نظامیان گروه واگنر قرار داد. همچنین طی این گفت‌وگو اردوغان از پوتین اعلام حمایت کامل کرد.[۵۷]
- برخی منابع از حرکت ۴ کاروان متشکل ۴۰۰ خودروی نظامی واگنر به سمت مسکو پایتخت روسیه خبر دادند. تارنمای نظامی ریبار اعلام کرد که ۴ کاروان نیروهای واگنر که شامل ۱۵۰ تا ۴۰۰ خودروی نظامی می‌شود به سمت مسکو حرکت کرده‌است. این تارنما تأکید کرد که نیروهای واگنر با سرعت بسیار زیادی در طول بزرگراه میان روستوف و مسکو موسوم به «M4» در حال پیشروی هستند.[۵۸]
- نیروهای چچنی که توسط رمضان قدیروف رئیس‌جمهور چچن برای مقابله به نیروهای واگنر اعزام شده بودند، به دروازه‌های شهر روستوف رسیدند.[۵۸]
- لشکر داوطلبان روس که مخالف دولت روسیه به‌شمار می‌رود و اخیراً حملاتی را داخل اراضی روسیه انجام داده‌است، اعلام کرد که از اقدام گروه واگنر حمایت می‌کند. این گروه مخالف اعلام کرد که نیروهایش در اراضی روسیه حضور دارند و آماده کمک به سرنگونی نظام پوتین هستند.[۵۸]
- در ادامه درگیری‌ها در روسیه، ورودی‌های شهر مسکو با تانک‌های نفربر مسدود شد.[۵۹]
- سالومه زورابیشویلی، رئیس‌جمهور گرجستان خواستار تقویت بیشتر کنترل بر مرزهای این کشور به دلیل حوادث روسیه شد. زورابیشویلی در توییت خود تأکید کرد که نظارت دقیق بر وقایع در حال انجام است. وی افزود: با توجه به موج‌های جدید مهاجرتی احتمالی، باید کنترل دقیقی در ارتباط با مرزهای کشورمان اعمال شود.[۶۰]
- روزنامه چاپ روسیه از تشکیل یگان مسلسل و توپ و نیز حفر سنگر برای محافظت از پایتخت این کشور خبر داده‌است. روزنامه «ودوموستی» گزارش داد که سلاح‌های نیمه سنگین در حاشیه جنوب غربی شهر نصب شده‌است. روزنامه اوکراینی کی‌یف پست نیز از حفر سنگرها در حاشیه مسکو خبر داده‌است.[۶۱]
- مقامات منطقه لیپتسک در جنوب غربی روسیه از ساکنان این شهر خواستند در خانه بمانند. ستاد عملیاتی منطقه لیپتسک برای تضمین نظم و قانون و امنیت شهروندان از ساکنان خواسته بدون نیاز فوری از منازل خارج نشوند و از هر گونه سفر با وسایل نقلیه شخصی یا عمومی خودداری کنند. این اعلام در حالی منتشر شد که منطقه وورونژ شاهد حضور نیروهای واگنر است به طوری‌که دستکم یک بالگرد ارتش روسیه در این منطقه هدف قرار گرفته و سقوط نموده‌است. بالگردهای توپدار ارتش روسیه نیز یک انبار سوخت را در منطقه هدف قرار داده‌اند.[۶۱]
- ایگور آرتامونوف، فرماندار منطقه لیپتسک در شرق روسیه تأیید کرد که نیروهای واگنر در حال جابجایی تجهیزات خود به سمت این منطقه هستند. پیش از این در شبکه‌های اجتماعی تصاویری از کاروان خودروهای مسلح واگنر در حال حرکت به سمت این منطقه (واقع در میان شهر وورونژ و مسکو) منتشر شده بود.[۶۲]
- ولادیمیر پوتین امروز قانونی را امضا کرد که به دلیل نقض حکومت نظامی، اجازه بازداشت ۳۰ روزه را می‌دهد.[۶۳][۶۴]
- تصاویر منتشر شده نشان می‌دهد نیروهای امنیتی روسیه در حال تخلیه موزه‌ها، مراکز خرید و پارک‌های مسکو از توریست‌ها و بازدیدکنندگان هستند.[۶۵]
- لتونی که پیش از شورش واگنر، در زمان آغاز جنگ اوکراین شاهد هجوم روس‌های در حال فرار در سال گذشته میلادی بود، روز شنبه مرزهای خود با روسیه را بست. استونی نیز اعلام کرد که در حال تشدید تدابیر امنیتی در امتداد مرزهای خود با روسیه است.[۶۶]
- شهردار مسکو اعلام کرد که برای کاهش خطرات امنیتی، روز دوشنبه را در پایتخت روسیه تعطیل اعلام می‌کند.[۶۷]
- پریگوژین در پیامی صوتی در کانال تلگرامی خود به یک وانت و دو اتوبوس پر از پول اشاره می‌کند. به‌گفته او، این پول، غرامت جنگجویان کشته شده واگنر و سایر هزینه‌ها است. او می‌گوید: «واگنر در ۱۰ سال گذشته، بر اساس قرارداد توافقی، فقط با پول نقد کار می‌کند و من کاملاً به آن پایبند هستم.» او به جزئیاتی دربارهٔ مبلغ دقیق پول نقد اشاره نکرد اما رسانه‌های روسی پیشتر گفتند که ۴ میلیارد روبل (۳۸ میلیون پوند/ ۴۸ میلیون دلار) در جریان یورش FSB به دفتر پریگوژین در شهر سنت پترزبورگ کشف شده‌است.[۶۸]
- برخی گزارش‌ها حاکی از آن است که نیروهای واگنر به نزدیکی مسکو رسیده‌اند و احتمال درگیری در دروازه‌های مسکو بالاست. تصویری منتشر شده که ظاهراً نشان می‌دهد نیروهای گارد ملی روسیه در ورودی شهر مسکو آماده درگیری با نیروهای واگنر هستند. این در حالی است که همچنان تردد خودروها در جریان است.[۶۹]
- رئیس‌جمهوری روسیه طی دستوری به زندانیان این کشور اجازه داد که وارد خدمت نظامی شوند. این قانون شامل زندانیانی که دست به جرایم جدی زده‌اند نمی‌شود. بنا به این قانون جدید، شهروندان روس با سابقه جنایی می‌توانند طی به خدمت ارتش دربیایند، مگر آن دسته زندانیان که به جرایم جنسی، جاسوسی و همچنین جرایم مرتبط با تروریسم متهم شده‌اند.[۷۰]
- رئیس‌جمهور بلاروس، الکساندر لوکاشنکو اعلام کرد که بعد از جلب موافقت ولادیمیر پوتین، رئیس‌جمهور روسیه، با یوگنی پریگوژین، رئیس گروه واگنر مذاکره کرده‌است. پریگوژین پیشنهاد رئیس‌جمهور بلاروس برای توقف پیشروی واگنر در خاک روسیه و جلوگیری از تنش‌های بیشتر را پذیرفته‌است. دفتر لوکاشنکو گفته‌است که اکنون یک پیش‌نویس مورد پذیرش دو طرف برای حل و فصل اوضاع وجود دارد که شامل تضمین امنیت نیروهای شبه‌نظامی واگنر می‌شود.[۷۱]

### ۲۵ ژوئن ۲۰۲۳ / ۴ تیر ۱۴۰۲
- دمیتری پسکوف، سخنگوی دفتر ریاست جمهوری روسیه در کاخ کرملین اعلام کرد که رئیس‌جمهور پوتین به فرمانده نیروهای واگنر اجازه خروج امن نیروهای واگنر را به بلاروس داده‌است. به گفته پسکوف، اوضاع بدون ضرر حل شد و توافقی برای بازگشت نیروهای واگنر به اردوگاه‌ها حاصل شده‌است.[۷۲]
- دمیتری پسکوف گفت که پرونده جنانی علیه پریگوژین، رئیس گروه واگنر لغو خواهد شد و وی روسیه را به مقصد بلاروس ترک خواهد کرد و کرملین کاری را که پریگوژین در آنجا انجام خواهد داد تعیین نخواهد کرد. سخنگوی کرملین همچنین گفت که هیچ‌گونه اقدام قضایی علیه افراد مسلح گروه واگنر که در این شورش حضور داشته و وارد اراضی روسیه شدند، انجام نخواهد شد.[۷۳]
- بر اساس اعلام ریاست جمهوری بلاروس، گفت‌گوی لوکاشنکو با پریوگوژین با هماهنگی ولادیمیر پوتین انجام شد است. رسانه‌ها گزارش داده‌اند که یکی از نکات توافق با واگنر، انجام برخی تغییرات در وزارت دفاع روسیه بوده‌است.[۷۳]
- رئیس‌جمهور روسیه از همتای بلاروس خود به خاطر اقدامات انجام شده حمایت و تشکر کرد.[۷۴]
- یوگنی پریگوژین در واکنش به اتهام‌هایی که رئیس‌جمهور و مقامات روسیه علیه او پس از اعلام حمله نیروهایش به مسکو مطرح کردند گفت: خیانتی مرتکب نشده‌است. او اتهام‌ها مبنی بر خیانت را رد و ادعا کرد که کشور را از نابودی نجات داده و وزارت دفاع روسیه را عامل بحران کنونی دانست.[۷۵]
- خبرگزاری دولتی «تاس» با استناد به بیانیه امروز -یکشنبه- آژانس راه فدرال روسیه گزارش داد که تمامی محدودیت‌ها در بزرگراه‌های این کشور لغو شده‌است.[۷۶]
- وزارت دفاع روسیه بلافاصله پس از اعلام آتش‌بس با نیروهای «واگنر» که روز شنبه شورش اعلام کردند، تصویری از سربازان روسی با عنوان «انسجام و اتحاد» منتشر کرد.[۷۷]
- کلیپ‌های ویدئویی نیز در شبکه‌های اجتماعی منتشر شده که شادی ساکنان را در پایان بحران، خداحافظی آن‌ها با عناصر واگنر با آغوش کشیدن‌شان و تشکر آن‌ها برای عدم خونریزی را نشان می‌داد.[۷۷]
- پس از به‌دست آمدن توافق میان واگنر و پوتین، پیامی بر روی تابلوهای شهر روستوف نمایان شد. ما همه یک ملت هستیم و با یک دشمن خارجی می‌جنگیم. ما به مردم روسیه و رئیس‌جمهور خود ایمان داریم.[۷۸]
- یوگنی پریگوژین، رئیس گروه نظامی واگنر و نیروهای آن از شهر روستوف خارج شدند. رئیس دفتر ریاست‌جمهوری اوکراین از توافق گروه واگنر با دولت روسیه برای پایان شورش و عقب‌نشینی از خاک این کشور، ابراز ناامیدی کرد.[۷۹]
- یوگنی پریگوژین می‌گوید، زمانی که نیروهایش به ۲۰۰ کیلومتری مسکو رسیدند به صورت غیرمنتظره‌ای دستور بازگشت آن‌ها به پایگاه‌هایشان را داد. فرماندار منطقه شهر روستوف که حدود یک میلیون نفر جمعیت دارد می‌گوید، نیروهای واگنر این شهر را ترک کرده‌اند. خبرگزاری ریانووستی در ویدئویی نشان داد که چگونه پریگوژین سوار خودرویی شده و مقر اصلی نظامی در منطقه روستوف را ترک کرده‌است.[۸۰]

## واکنش‌ها
- ناصر کنعانی سخنگوی وزارت امور خارجه رویداد اخیر در روسیه را موضوع داخلی این کشور دانست و افزود؛ جمهوری اسلامی ایران از حاکمیت قانون در فدراسیون روسیه حمایت می‌کند.[۸۱]
- آنتونی بلینکن وزیر خارجه آمریکا در توییتی در واکنش به تحولات اخیر روسیه اعلام کرد امروز (شنبه، ۲۴ ژوئن) با وزرای خارجه گروه هفت و جوزپ بورل مسؤول سیاست خارجی اتحادیه اروپا دربارهٔ وضعیت جاری در روسیه گفت‌وگو کرده‌است. وی افزود ایالات متحده در حالی که تحولات در روسیه ادامه دارد، با متحدان و شرکای خود در هماهنگی نزدیک خواهد بود.[۸۲]
- آدام واچ سخنگوی کاخ سفید در واکنش به تحولات روسیه اظهار داشت که ما اوضاع را زیر نظر داریم و با متحدان و شرکای خود دربارهٔ این تحولات صحبت خواهیم کرد.[۸۳][۸۴][۸۵]
- مارگوس تسکنا وزیرامورخارجه استونی در واکنش به تحولات روسیه گفت: وضعیت روسیه را زیر نظر داریم، با متحدان خود در تماس هستیم و از شهروندان خود می‌خواهیم از سفر به روسیه خودداری کنند. وزیر دفاع استونی نیز گفت: اوضاع برای کرملین خطرناک است و احتمال تشدید تنش زیاد است و ما با متحدان خود تحولات را رصد خواهیم کرد.[۳۵]
- توبیاس بیلستروم وزیر امور خارجه سوئد در واکنش به تحولات اخیر روسیه تصریح کرد: ما از نزدیک تحولات و اوضاع خطرناک در روسیه را دنبال می‌کنیم.[۳۵]
- در بیانیه کاخ الیزه آمده‌است: رئیس‌جمهور از نزدیک اوضاع را زیر نظر دارد. ما همچنان بر حمایت از اوکراین متمرکز هستیم.[۸۶]
- شارل میشل رئیس شورای اروپا در واکنش به تحولات روسیه گفت: با رهبران اروپایی در تماس هستیم. این یک موضوع داخلی روسیه است. حمایت ما از اوکراین و زلنسکی، تزلزل‌ناپذیر است.[۸۷]
- جوزپ بورل مسئول سیاست خارجی اتحادیه اروپا، در اظهاراتی عنوان کرد که با وزرای خارجه عضو گروه هفت دربارهٔ تحولات تازه در روسیه گفتگو خواهد کرد. او همچنین اعلام کرد که مرکز موسوم به واکنش به بحران در اتحادیه اروپا فعال شده‌است تا زمینه نظارت بر اوضاع و رایزنی در اینباره را فراهم کند. بورل در عین حال تأکید کرد، که حمایت اتحادیه اروپا از اوکراین غیرقابل انکار باقی خواهد ماند.[۸۸]
- رئیس‌جمهور رومانی: ما از نزدیک بر اوضاع روسیه نظارت داریم و با متحدان خود در تماس هستیم.[۳۵]
- وزیر خارجه نروژ: ما به اتباع خود توصیه می‌کنیم از سفر به روسیه خودداری کنند.[۳۵]
- وزیر خارجه بریتانیا: ما از نزدیک اوضاع در روسیه را تحت نظر داریم و با متحدان خود در این خصوص ارتباط برقرار می‌کنیم. شانس گسترش ناآرامی در روسیه وجود دارد.[۳۵]
- نخست‌وزیر بریتانیا: «ما از تمامی طرف‌ها در روسیه می‌خواهیم که احساس مسئولیت کرده از غیرنظامیان محافظت کنند».[۳۵]
- وزیر خارجه چک: ما به اوضاع روسیه نظارت داریم و به شهروندان خود در خصوص سفر به روسیه هشدار داده‌ایم.[۳۵]
- رئیس‌جمهور اوکراین با انتشار پستی در توییتر نوشت: هیچ دروغی نمی‌تواند ضعف تمام عیار روسیه را در بحبوحه شورش پنهان کند. هرکس راه شر را انتخاب کند خودش را نابود می‌کند. کسی که برای نابود کردن زندگی یک کشور دیگر، ستون‌های نیرو می‌فرستد و نمی‌تواند جلوی فرار و خیانت آن‌ها را با مقاومت در برابر زندگی بگیرد. کسی که با موشک می‌ترساند و وقتی سرنگون می‌شود، برای دریافت پهپادها، خود را تحقیر می‌کند. کسی که مردم را تحقیر می‌کند و صدها هزار نفر را به جنگ می‌اندازد تا در نهایت خود را در منطقه مسکو از کسانی که خودش مسلح کرده بود حفظ کند، ضعیف است.[۸۹]
- سرگئی ملیکوف، رئیس‌جمهور داغستان گفت: اوضاع در این جمهوری کاملاً آرام است و نیازی به تدابیر امنیتی اضافی وجود ندارد. او از شهروندان خواست، که از سفر به مناطقی از فدراسیون روسیه که رژیم اقدامات ضدتروریستی برقرار شده‌است، خودداری کنند.[۴۸]
- سخنگوی دفتر رسانه‌ای دولت آلمان نیز اعلام کرد که صدراعظم آلمان، در جریان امور قرار گرفته و ما تحولات دیشب و امروز روسیه را از نزدیک دنبال می‌کنیم.[۹۰]
- رئیس‌جمهور لهستان هم اظهار داشت که با نخست‌وزیر و وزیر دفاع خود در مورد تحولات روسیه گفتگو کرده و ورشو تحولات را از نزدیک دنبال می‌کند. آندژی دودا افزود: اتفاقاتی که در پشت مرزهای شرقی ما در جریان است را به دقت دنبال می‌کنیم.[۹۰]
- وزرات امور خارجه قطر در بیانیه‌ای ضمن ابراز نگرانی از تحولات روسیه، خواستار خویشتن‌داری، عقلانیت و محافظت از غیرنظامیان در درگیری‌ها شد.[۹۱]
- جورجیا ملونی، نخست‌وزیر ایتالیا، گفت که شورش گروه واگنر نشان می‌دهد روسیه در هرج و مرج داخلی قرار دارد. این یک وضعیت هرج و مرج در داخل فدراسیون روسیه است که… کمی با برخی از تبلیغاتی که در ماه‌های اخیر دیده‌ایم در تضاد است.[۹۲]
- سفارت قزاقستان در روسیه نیز از اتباع خود درخواست کرده از سفر به مناطق هم‌مرز با اوکراین در روسیه خودداری کنند. در بیانیه سفارت قزاقستان آمده‌است: در ارتباط با تهدیدات امنیتی موجود در مناطق روسیه هم‌مرز با اوکراین، از شما می‌خواهیم از بازدید از این مناطق خودداری کنید.[۹۳]
- دولت بحرین در بیانیه خود آورده‌است که تحولات روسیه را دنبال کرده و بر اهمیت حفظ ثبات تحت رهبری پوتین تأکید می‌کند.[۹۴]
- جاستین ترودو نخست‌وزیر کانادا روز شنبه اعلام کرد که دولت اوتاوا تحولات تازه در روسیه را از نزدیک رصد می‌کند. او تأکید کرد که این کشور با متحدان خود در خصوص اوضاع در روسیه در ارتباط است.[۹۵]